# Restes prehistòriques de Llucamet des Fideuer
Les restes prehistòriques de Llucamet des Fideuer és un jaciment arqueològic prehistòric situat al lloc anomenat sementer des Talaiot, en una finca segregada de la possessió de Llucamet, al municipi de Llucmajor, Mallorca. El jaciment consta de restes molt arrasades d'una naveta d'habitació doble, la qual conserva part de l'absis i fragments del doble parament. La resta ha desaparegut o no es pot identificar per culpa de la vegetació. S'ha documentat ceràmica als voltants però escassa. La naveta està ubicada en un pujant del terreny des d'on es té un bon domini visual. Per l'entorn es veuen pedres prehistòriques descontextualitzades.